# Model Output Statistics
Model Output Statistics (MOS) ist ein statistisches Verfahren in der modernen Wettervorhersage, das in den 1960er/1970er Jahren in den USA entwickelt worden ist. Oftmals handelt es sich dabei um multilineare Regressionsgleichungen, die auf numerische Wettermodelle angewandt werden. Heutzutage finden MOS-Verfahren weltweit Verwendung und dienen als Hilfsmittel vor allem bei der lokalen Wetterprognose.

## Hintergrund
Numerische Wettermodelle wie beispielsweise das amerikanische Global Forecast System (GFS) oder das Vorhersagemodell des Europäischen Zentrums für mittelfristige Wettervorhersage (EZMW/ECMWF) im englischen Reading berechnen den zukünftigen Zustand der Atmosphäre zu bestimmten Zeitpunkten, indem sie den auf Basis von Messungen und Sondenaufstiegen ermittelten Ist-Zustand durch Lösen der Gleichungen für spätere Zeitpunkte prognostizieren. Dies geschieht für so genannte Gitterpunkte, mit denen die Erde netzartig überzogen wird. Je nachdem, wie weit diese Gitterpunkte auseinander liegen, variiert auch die Qualität der Prognose besonders bei Bodenparametern: Ein großer Abstand bedingt lokale Ungenauigkeiten, ein enges Gitter bietet höhere Regionalität.
Das GFS z. B. arbeitet mit einer Maschenweite von 35 km, das EZMW/ECMWF setzt Gitterpunkte im Abstand von 25 km. Dies reicht in der Regel aus, um den Zustand der höheren Atmosphäre sehr gut vorherzusagen. Die Prognose von Bodenparametern wie z. B. Höchsttemperatur, Tiefsttemperatur oder Bodenwind für einen bestimmten Ort hingegen ist zu ungenau für den täglichen Gebrauch. Dies gilt besonders dann, wenn man eine räumlich stark variierende meteorologische Größe betrachtet (Tiefsttemperatur in stark gegliedertem Gelände in einer wolkenlosen Nacht).
Auf der anderen Seite gibt es rein statistische Wettermodelle, die jedoch für den Zeitraum jenseits von 6 Stunden kaum noch brauchbare Ergebnisse liefern. Um diese Lücke zu schließen, wurden MOS-Verfahren entwickelt.

## Funktionsweise
Bei MOS-Verfahren handelt es sich um multilineare Regressionsgleichungen, die dazu dienen, die direkten Vorhersageergebnisse numerischer Wettermodelle (Direct Model Output, DMO) für einen bestimmten Ort anhand von Stationsmesswerten, die für den Ort vorhanden sein müssen, zu verifizieren bzw. zu verändern. So werden die Vorteile eines numerischen Modells mit den Messwerten vor Ort kombiniert, um eine möglichst genaue Prognose für den jeweiligen Standort zu erhalten.
Dabei werden mittels Regression diejenigen Parameter, Prädiktoren genannt, aus dem DMO herausgefiltert, welche einen signifikanten Einfluss auf andere meteorologische Größen haben, die z. B. das Bodenwetter umschreiben. Diese Parameter werden Prädiktanden genannt. Prinzipiell kann jedes numerische Wettermodell mit einem MOS-Verfahren gekoppelt werden; auch können mehrere, leicht unterschiedliche MOS-Verfahren auf dasselbe Modell angewandt werden. Voraussetzung ist allerdings, dass die Station, für welche eine Lokalprognose erstellt werden soll, über eine mindestens 18-monatige Messreihe verfügt.

## Darstellung
Die Ergebnisse eines MOS-Laufes werden meist entweder in Diagrammform (MOS-Diagramm) dargestellt, was z. B. in den USA recht verbreitet ist, oder zu Generierung von Wettersymbolen verwendet, wie man es beispielsweise in Deutschland häufig findet. Dabei generiert ein Programm aus den MOS-Parametern die gewünschten und benötigten Symbole wie z. B. Wolke/Sonne/Niederschlag, Windpfeil, Niederschlagswahrscheinlichkeit etc.

## Beispiele in der Anwendung

### Prognostizierung von Wasserständen und Sturmfluten
Das Bundesamt für Seeschifffahrt und Hydrographie veröffentlicht aktuelle voraussichtliche Wasserstände und Sturmflutwarnungen gemäß Seeaufgabengesetz § 1 Abs. 9, (beinhaltet:Seevermessungsdienst, Gezeiten-, Wasserstands- und Sturmflutwarndienst, Eisnachrichtendienst, erdmagnetischer Dienst) zertifiziert nach DIN EN ISO 9001 auf Grund von Berechnungen nach dem „MOS-Verfahren“. Dabei werden die bisher gemessenen Daten, die astronomischen Voraussetzungen für die Gezeiten sowie eine mit dem MOS-Verfahren automatisch berechnete Kurvenvorhersage dargestellt. Zusätzlich wird in der 24-Stunden-Vorhersage ein manuell berechneter Scheitelwert veröffentlicht, der im Zweifelsfall maßgeblicher ist. Die Messwerte der ungeprüften Rohdaten/Pegelwerte werden dem Bundesamt für Seeschifffahrt und Hydrographie dabei von der Generaldirektion Wasserstraßen und Schifffahrt zur Verfügung gestellt.

### Wetter-Punktvorhersagen
Der Deutsche Wetterdienst stellt unter der Bezeichnung MOSMIX optimierte Punktvorhersagen für über 5000 Stationen weltweit als Open Data im KML-Format zur Verfügung.